# Plectaneia microphylla
Plectaneia microphylla är en oleanderväxtart som beskrevs av Jumelle och Perrier. Plectaneia microphylla ingår i släktet Plectaneia och familjen oleanderväxter. Inga underarter finns listade i Catalogue of Life.